# Brunello di Montalcino
O Brunello di Montalcino é um vinho tinto classificado como DOCG (Denominação de origem controlada e garantida) produzido na região da Toscana, território da comuna de Montalcino, província de Siena, Itália. O Brunello di Montalcino pode ser considerado, junto com os Barolos, o vinho tinto italiano dotado de maior longevidade além de ser o primeiro vinho italiano a receber a certificação DOCG. São produzidos cerca de 7.000.000 litros/ano.

## História
Ao fim da segunda metade de 1800 o vinho mais conhecido e apreciado nessa região era um vinho branco doce, o Moscadello di Montalcino. Foi nesse período que Clemente Santi começou a estudar o potencial de uma variedade da uva Sangiovese, a Sangiovese grosso, localmente chamado da Brunello por causa de sua cor particularmente escura.
Por volta de 1860 o neto de Clemente, Ferrucio Biondi-Santi (filho de Jacopo Biondi e Caterina Santi), iniciou a produção de um vinho tinto que imediatamente se mostrou de excelente qualidade.
Todavia, o Brunello permaneceu por muitos anos como um vinho conhecido e apreciado apenas nos entornos da zona de produção, razão do elevado preço de venda.
Foi depois de 1950 que a fama do Brunello di Montalcino passou para o resto da Itália e para o mundo.

## Legislação
A denominação de origem controlada e garantida Brunello de Montalcino foi autorizada com o Decreto do Presidente da República Italiana em 1 de julho de 1980, sendo sucessivamente modificado com o Decreto Ministerial de 19 de maio de 1998. O vinho Brunello di Montalcino pode ser obtido com uvas cultivadas exclusivamente na zona prevista em Lei e exclusivamente a variedade Sangiovese, regionalmente denominada Brunello. É permitida nos rótulos a referência da região de onde vem as uvas.
A graduação alcoólica é de, no mínimo, 12% em volume. Caso queira especificar a vinha ou região de produção da uva, o produtor deve assegurar ao vinho uma graduação alcoólica de, no mínimo, 12,50% em volume.
O Brunello di Montalcino deve passar por um período de envelhecimento de pelo menos dois anos em barris de carvalho de qualquer dimensão e pelo menos quatro meses em garrafa. Não pode ser colocado para consumo antes de 1 de janeiro do ano sucessivo ao término de cinco anos calculados considerando o ano da safra.
O Brunello di Montalcino pode ser qualificado como "Reserva" se colocado para consumo depois de 1 de janeiro do ano sucessivo ao término de seis anos calculados considerando o ano da safra, depois de passar dois anos em barris de carvalho e, pelo menos, seis meses em garrafa. Apenas 6% do vinho em envelhecimento poderá ser mantido em recipientes que não sejam de carvalho.
A operação de vinificação, conservação, envelhecimento em madeira, envelhecimento em garrafa e engarrafamento devem ser efetuadas exclusivamente na zona de produção.
O Brunello di Montalcino deve ser colocado em garrafas do tipo bordalesa (como os vinhos de Bordeaux, França), de vidro escuro e fechadas com rolha de cortiça com as seguintes capacidades (em litros): 0,375 – 0,500 – 0,750 – 1,500 – 3,000 – 5,000.

## Características orgânicas
O vinho DOCG Brunello di Montalcino possui as seguintes características:
- Cor - vermelho rubi intenso tendendo ao grená
- Aroma - Característico e intenso
- Sabor - seco, quente, um pouco tânico, robusto, harmônico e persistente
- Longevidade - um Brunello di Montalcino pode ser conservado em garrafa por dez anos ou mesmo trinta anos se mantido em condições de ideais.
- Teor alcoólico de 12,5.
- É liberado ao consumo após cinco anos da colheita.
- O tipo Riserva precisa envelhecer seis anos.

## Harmonização
Combina perfeitamente com as carnes vermelhas e selvagens, eventualmente acompanhadas de funghi e tartufo. Muito interessante também com queijos, como o pecorino toscano.

## Localização

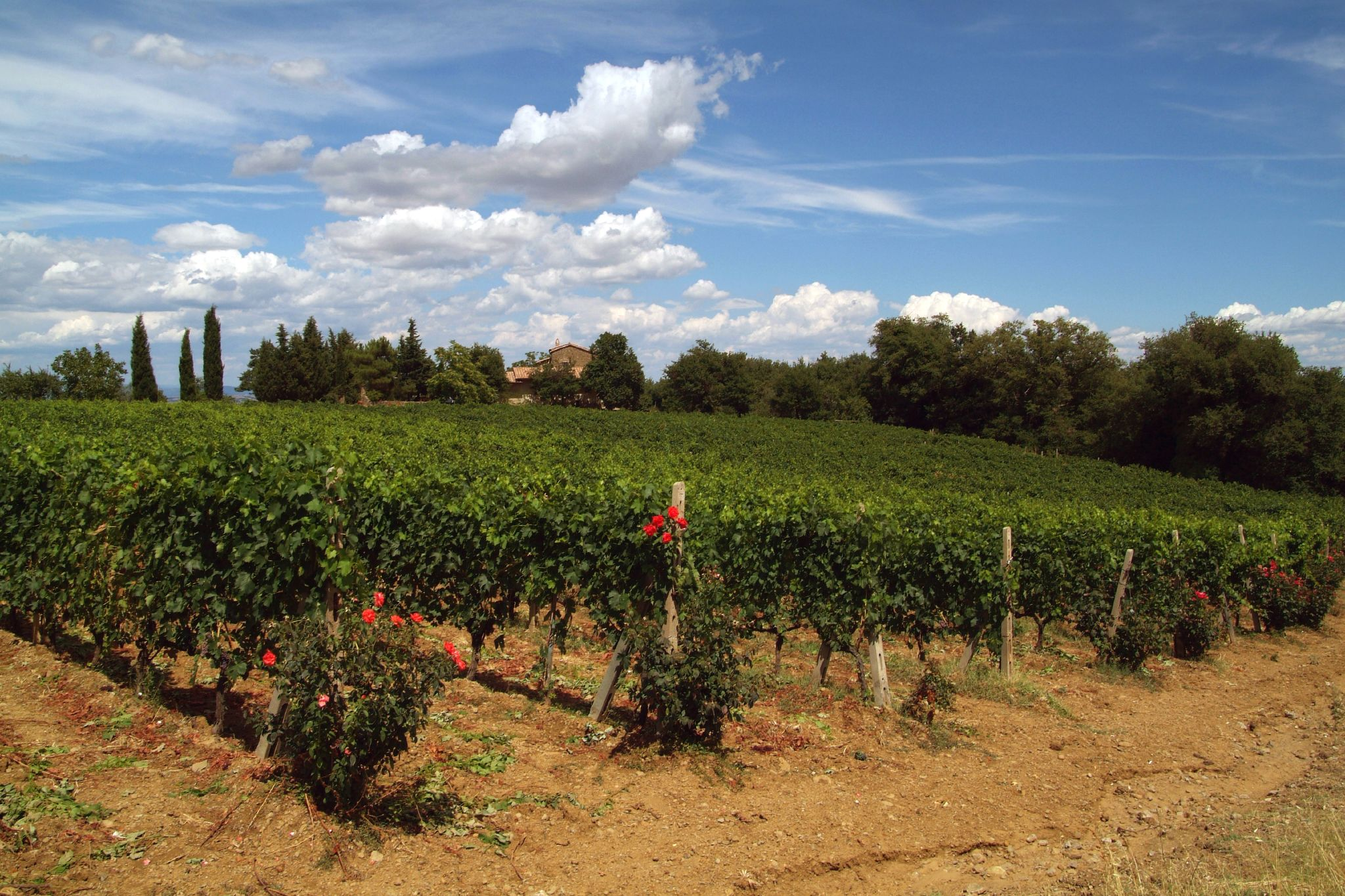
Vinhedo Brunello di Montalcino

A zona de produção compreende todo o território da comuna de Montalcino, na província de Siena, Itália.

### Principais produtores
Os Brunellos são produzidos em sua maioria por pequenos produtores, dentre os quais podemos destacar:
- Azienda Lisini
- Altesino
- Argiano
- Ardengi
- Biondi-Santi
- Bueno-Cipresso
- Castello de Camigliano
- Casanova dei Neri
- Cerbaiona Di Molinari
- Conti Constanti
- Fattoria dei Barbi
- Ferro di Buroni Carlo
- La Fortuna
- Il Poggione
- Poggio Antico
- La Serena
- San Felice
- MastroJanni
- Verbena
- Tassi
- La Velona

## Tabela de safras
A qualidade do vinho, sua longevidade e suas características podem variar sensivelmente mesmo dentro da própria safra.  A qualidade resulta da variação do clima durante a fase vegetativa (abril-setembro), das chuvas, da temperatura e as variações térmicas durante o dia e noite que incidem diretamente no produto final.
Entre as safras excepcionais devemos lembrar a de 1945, 1955, 1961, 1964, 1970, 1975, 1985, 1988, 1990, 1995, 1997 e os mais jovens 2004, 2006 e 2007.